# Soracachi
Soracachi es una población rural de Bolivia, cabecera municipal del municipio de Paria, ubicado en la Provincia Cercado del Departamento de Oruro, al oeste del país.